# Oliver Riedel
 (juin 2016).
Si vous disposez d'ouvrages ou d'articles de référence ou si vous connaissez des sites web de qualité traitant du thème abordé ici, merci de compléter l'article en donnant les références utiles à sa vérifiabilité et en les liant à la section « Notes et références ».
Pour les articles homonymes, voir Riedel.

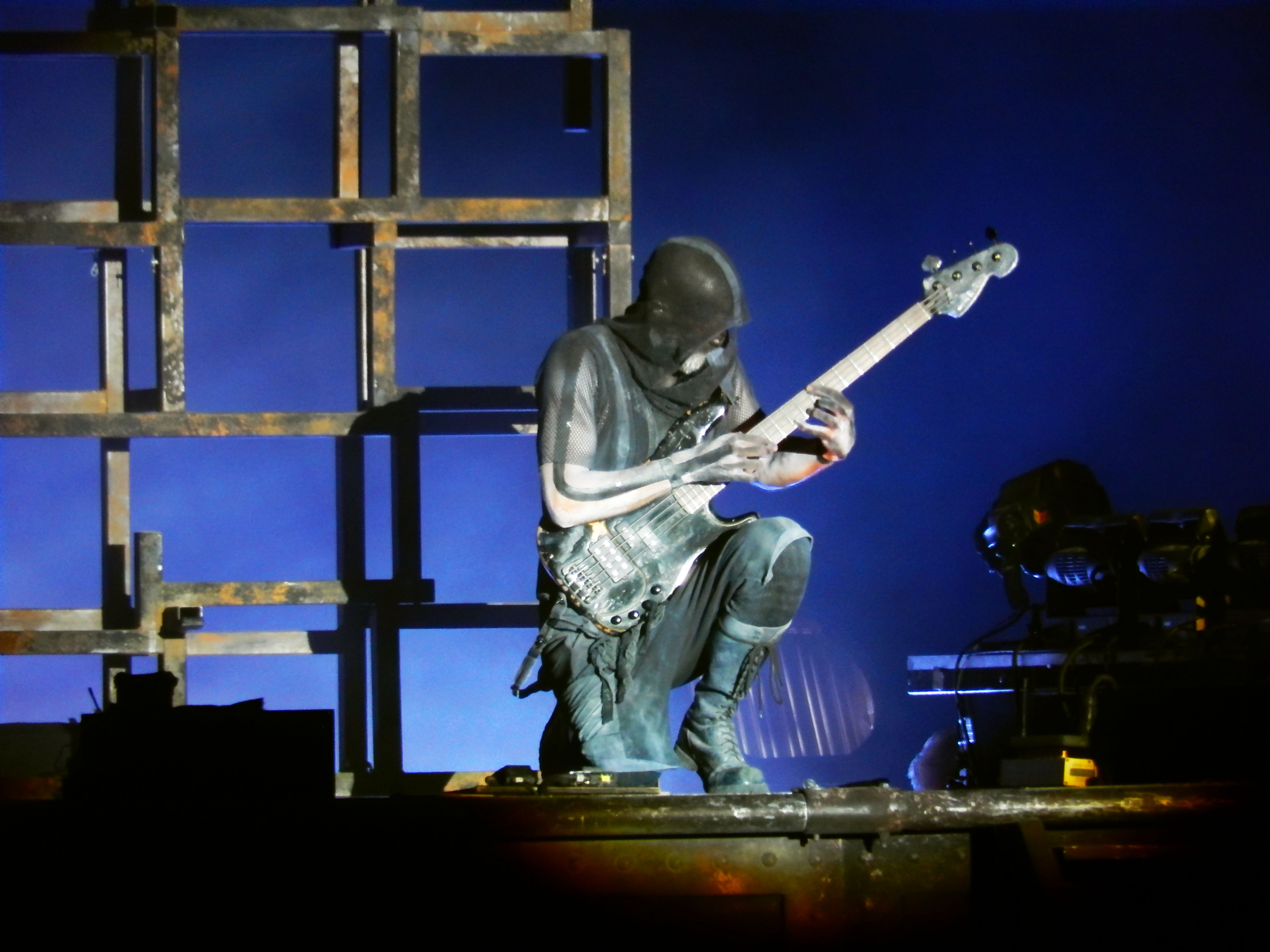
Oliver Riedel (Rammstein) aux Arènes de Nîmes le 12 juillet 2017.

Oliver « Ollie » Riedel né le 11 avril 1971 à Schwerin (RDA) est un musicien allemand bassiste du groupe Rammstein et l'ex-bassiste du groupe de punk rock The Inchtabokatables.

## Biographie
Fils unique, il est élevé seul par son père jusqu’à l’âge de 16 ans. C'est à cet âge qu'il rencontre sa mère biologique avec qui il entretient de bonnes relations depuis, mais son père décède peu de temps avant qu'il n'ait 17 ans.
Oliver fut marié, et de cette première union eut une petite fille, Emma.
Il vit maintenant maritalement avec sa petite amie de longue date qui lui a donné un second enfant en 2001.
Oliver Riedel est un homme très fermé et taciturne, bien que son caractère soit explosif. Il est particulièrement grand, il mesure 2 mètres et pèse 84 Kilos. Il est le membre le plus solitaire de Rammstein.

## Instruments
Oliver utilise deux guitares basses dans le cadre de son activité au sein de Rammstein :
- la Sandberg Terrabass
- la Sandberg Plasmabass (qu'il n'utilise pas en concert)

## Divers
Oliver fait du skateboard. Il se passionne aussi pour la photographie, il a pris quelques clichés en noir et blanc pour le livre de Gert Hof (un recueil de photo du groupe) et il est le membre de Rammstein qui est le plus doué dans le domaine de l'informatique.

## Liens externes

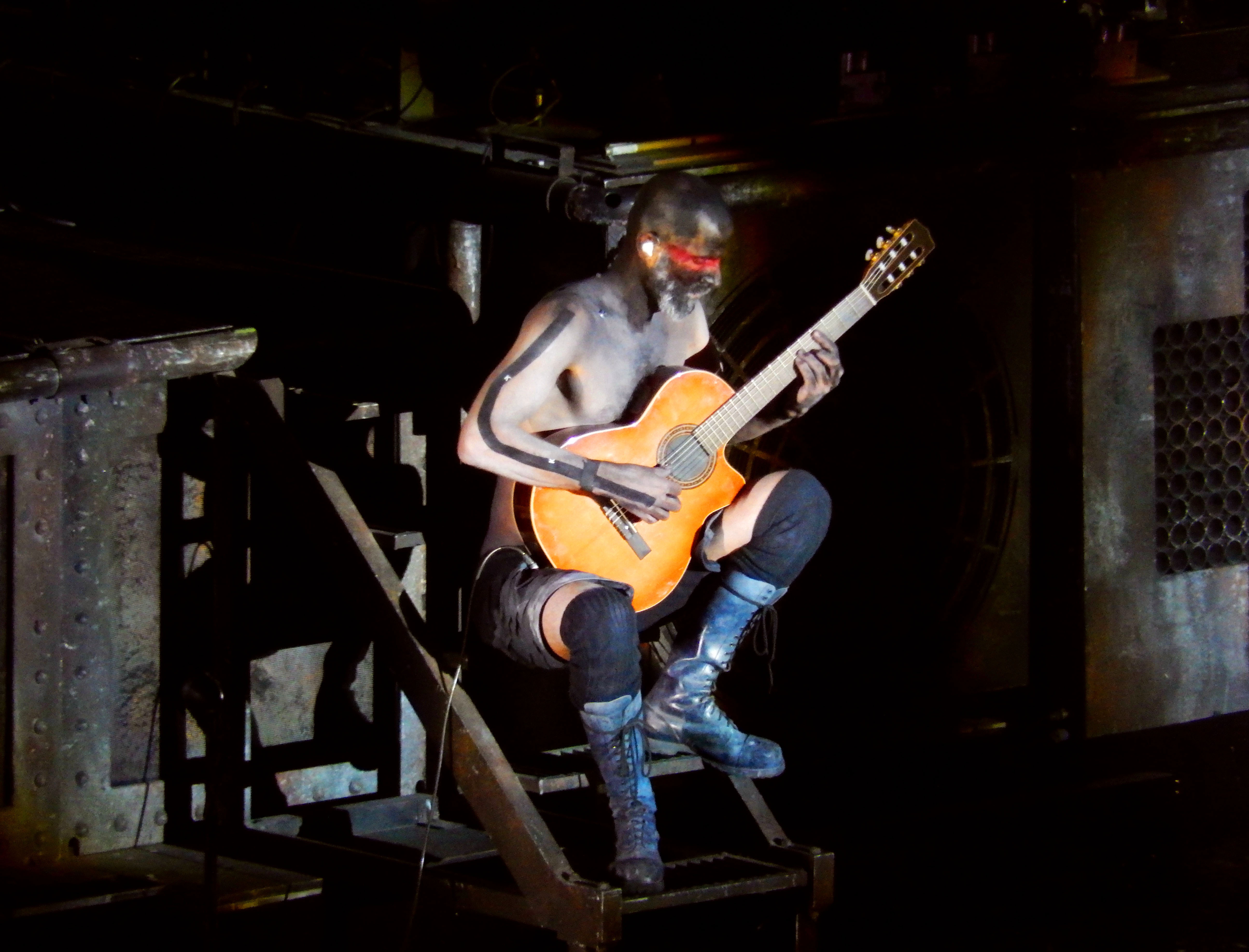
Oliver Riedel (Rammstein) aux Arènes de Nîmes le 13 juillet 2017.

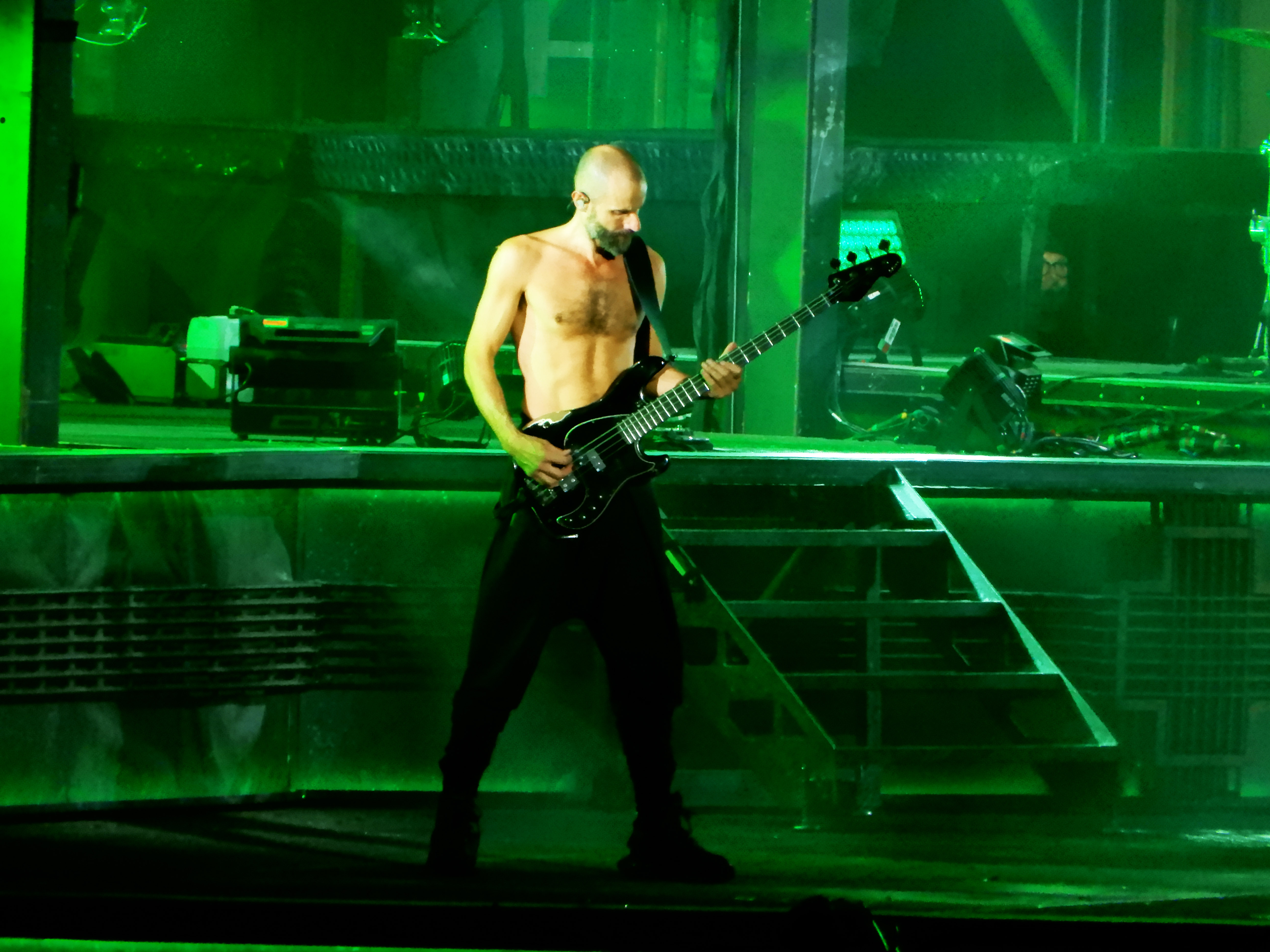
Oliver Riedel au Groupama Stadium de Lyon en juillet 2022